# Segundo Roca
José Segundo Roca (San Miguel de Tucumán, 12 de junio de 1800 - Ensenadita, Corrientes, 8 de marzo de 1866) fue un militar argentino que participó en la guerra de la independencia, en las guerras civiles de su país y en la Guerra del Paraguay. Recordado por ser el padre del general y presidente Julio Argentino Roca.

## Infancia
Nació en San Miguel de Tucumán en el año 1800, hijo de María Antonia Tejerina y de Pedro Roca, oficial del ejército español, oriundo de Tarragona, Cataluña, que también había sido regidor del cabildo de la ciudad de San Miguel de Tucumán. Estudió en el Convento de San Francisco de su ciudad natal.

## El Ejército de los Andes y la Guerra del Brasil
El 15 de febrero de 1816 formaba parte del Regimiento de Cívicos de Tucumán, con el grado de cabo primero.
Incorporado al Ejército del Norte, al mando del general Manuel Belgrano y acantonado en esa ciudad, recibió alguna formación militar antes de pasar a Chile en 1819, como alférez del Batallón N.º 11 del Ejército de los Andes, al mando del general Juan Gregorio de Las Heras. Desde allí se embarcó hacia el Perú, donde participó en la primera campaña a la Sierra y en la batalla de Cerro de Pasco, tras la cual fue ascendido al rango de teniente por su destacado desempeño.
En algún momento de las campañas del Perú, fue herido y dado por muerto; salvó su vida al ser socorrido por un indígena, llamado o apodado Ataliva. Años más tarde, daría ese nombre a uno de sus hijos. Luego ascendido a capitán, dirigió la represión de un movimiento realista en Trujillo. A órdenes del después mariscal Andrés de Santa Cruz luchó en Pichincha, en el actual Ecuador, y en la segunda campaña de Puertos Intermedios, luchando en la victoria de Zepita y finalmente en la batalla de Junín, ya con el grado de mayor.
De regreso en Buenos Aires fue incorporado al ejército que debía hacer la campaña al Brasil, como ayudante del general Mansilla, luchando en Ombú, Ituzaingó y batalla de Camacuá. Se destacó salvando una flotilla de buques del ataque brasileño en la Laguna Merín.

## La guerra civil
De regreso a Buenos Aires, en enero de 1829 se incorporó a las fuerzas unitarias del coronel Isidoro Suárez, participando en la victoria de Las Palmitas —hoy Junín— y en la derrota unitaria de Puente de Márquez. Pasó a Tucumán con permiso del general Lavalle.

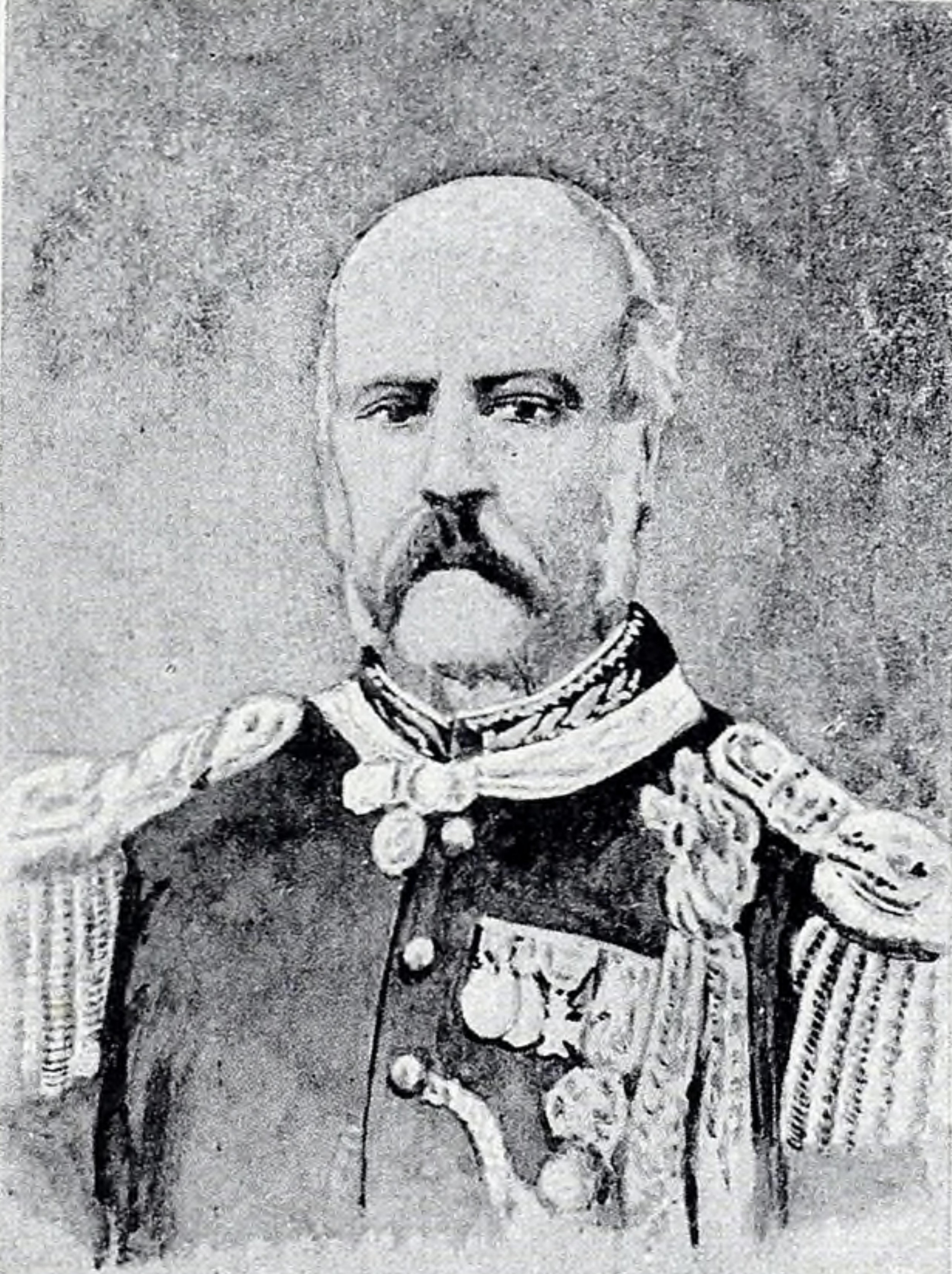
Coronel José Segundo Roca (1800-1866).

En su provincia natal acompañó al gobernador Javier López en su campaña contra Santiago del Estero, y luego en otra contra el caudillo federal Pablo Latorre en Salta. Ascendido a coronel en septiembre de 1830, participó en algunas acciones en Córdoba a órdenes de Mariano Acha y en el desastre de Ciudadela.
A principios de 1832 ya estaba exiliado en Bolivia, donde se unió al ejército del general Andrés de Santa Cruz, dictador de ese país. En enero de 1836 se unió a la campaña del exgobernador Javier López contra el gobernador Tucumán, Alejandro Heredia. Derrotados los invasores, López y su sobrino Ángel fueron fusilados. Dado su rango, Roca también habría sido fusilado por orden de Heredia, pero su ministro Juan Bautista Paz intercedió por él debido a que era el prometido de su hija Agustina Paz, con quien se casó unos meses más tarde.
Participó en la Guerra entre las confederaciones Argentina y Peruano-Boliviana bajo el mando de Heredia, pero a este su presencia le pareció peligrosa, por lo que fue enviado a Buenos Aires, donde residiría varios años y donde nacerían sus hijos mayores, Alejandro, Ataliva, Celedonio y Marcos. En 1842 regresó a Tucumán, donde se dedicó a la producción rural, y donde nacieron sus otros hijos, Julio —el futuro general y presidente— Agustín, Rudecindo y Agustina. Conservó el grado militar, pero sin destino fijo.
En 1852 se unió a la revolución contra el gobernador federal Celedonio Gutiérrez. Fue nombrado jefe militar de los revolucionarios y derrotó a una pequeña fuerza al mando de Gutiérrez, que huyó a Catamarca. Tras la definitiva derrota de Gutiérrez pasó nuevamente a la plana mayor inactiva.
En 1857 se estableció por un tiempo en Paraná y luego en Buenos Aires. Desde allí instaló a sus hijos en distintos lugares, sobre todo a los más jóvenes en el Colegio Nacional de Concepción del Uruguay. Al año siguiente volvió a Tucumán como jefe de policía.

## Últimos años
En 1861 se unió a las fuerzas del general Urquiza contra Buenos Aires, y luchó en la batalla de Pavón. Al ver la dispersión de la infantería federal, intentó convencer de huir a su hijo Julio, artillero en esa batalla, pero este se quedó hasta que Urquiza abandonó a su ejército. Junto a su hijo, pasó a Buenos Aires y se unió al ejército porteño que ahora pasaba por nacional.
En 1864, el general Gerónimo Espejo, que estaba tratando de recopilar la historia del Ejército de los Andes, le pidió a Roca que le redactara unas memorias en que detallara las campañas en que este había estado y Espejo no: la primera campaña de la Sierra, la campaña de Pichincha, la de Puertos Intermedios y la de Ayacucho. Roca alcanzó a redactar sus memorias sobre la de la Sierra, documento fundamental para los historiadores, y dejó para después las otras tres. No tuvo tiempo: en 1865 estallaba la Guerra del Paraguay.
Roca, a pesar de sus casi 65 años, fue destinado a su tierra natal para formar un batallón de infantería con la Guardia Nacional de Tucumán y luego trasladar este contingente junto con los contingentes que formaría el general Antonino Taboada con la Guardia Nacional de Santiago del Estero a Corrientes, y con él fueron sus hijos Ataliva, Celedonio, Marcos y Julio. Además iba también Alejandro, como proveedor del ejército. El 8 de agosto de 1865, el Batallón Tucumán salió de San Miguel de Tucumán, arribando el 3 de septiembre a la ciudad de Santiago del Estero. Tras llegar a Villa Matará, punto de reunión del contingente santiagueño, ambas fuerzas (al mando supremo del general  Taboada) bajaron por el margen derecho del río Salado del Norte, hasta llegar el 8 de septiembre al fortín La Viuda, punto más avanzado en la frontera santiagueña contra los aborígenes del Chaco. En este punto, las fuerzas santiagueñas compuestas de un batallón de infantería y de un regimiento de caballería se sublevaron. El Batallón Tucumano se salvó de la disolución por la rápida acción de su jefe, el coronel Roca. Las fuerzas santiagueñas fueron licenciadas y no participaron de la guerra, sin embargo el Batallón Tucumano se mantuvo a salvo y, prosiguiendo río abajo, llegó a Santa Fe el 25 de septiembre. El 6 de octubre, Roca condujo su batallón a Rosario y el 20 de ese mes a Buenos Aires.
A principios de noviembre, el coronel Roca, al frente de su batallón ya se encontraba en la provincia de Corrientes. Para el 15 de noviembre, su batallón ya estaba incorporado al Primer Cuerpo de Ejército Argentino, al mando del general Wenceslao Paunero. El coronel Roca fue nombrado comandante de la 4.ª División del mencionado cuerpo de ejército, la cual estaba compuesta de dos batallones de línea, el Batallón Santafesino y su batallón. El 31 de diciembre la división del coronel Roca llegaría a la ciudad de Corrientes y se establecería en el campamento del Ejército Argentino en Ensenaditas, a pocos kilómetros al noreste de la capital correntina.
No llegó a combatir: falleció el 8 de marzo de 1866 en el campamento de Ensenaditas, sobre el Paso de la Patria, poco antes de la invasión al Paraguay. Al mando de la 4.ª División del Primer Cuerpo de Ejército Argentino lo sucedió el teniente coronel Antonio Susini.
La guerra también afectó al resto de la familia: sus hijos Celedonio y Marcos murieron en combate, Alejandro y Ataliva se hicieron muy ricos como los demás proveedores del ejército, y Julio adelantó mucho en su carrera militar por sus méritos, llegando a teniente coronel.
Fue el único oficial superior que participó en la guerra del Perú, en la del Brasil, las dos grandes guerras civiles, la lucha contra el estado de Buenos Aires y la guerra del Paraguay. Sirvió a órdenes de Belgrano, San Martín, Bolívar, Sucre, Santa Cruz, Alvear, Mansilla, Lavalleja, Lavalle, Paz, La Madrid, Urquiza y Mitre. Muchos historiadores, comenzando por Mitre, han lamentado que haya muerto antes de poder escribir sus memorias completas. Fue también el padre de un teniente general y presidente que dio su nombre a toda una generación política en el país.